# ASTERIA (Weltraumteleskop)
ASTERIA (Arcsecond Space Telescope Enabling Research in Astrophysics, „Bogensekunden-Weltraumteleskop, das Forschung in der Astrophysik ermöglicht“) ist ein miniaturisiertes Weltraumteleskop mit Ausmaßen von etwa 10 × 20 × 30 cm und einem Gewicht von etwa 12 kg, dessen Konstruktion auf dem Cubesat-Standard aufbaut. Es wurde am 14. August 2017 mit Dragon CRS-12 auf einer Falcon-9-Trägerrakete vom Kennedy Space Center zur ISS gebracht und von dort am 20. November 2017 in eine niedrige Erdumlaufbahn ausgesetzt. In einer Projektphase von 90 Tagen Dauer soll die Eignung dieses Satelliten zur Entdeckung von Exoplaneten mit der Transitmethode nachgewiesen werden.